# Kaverne

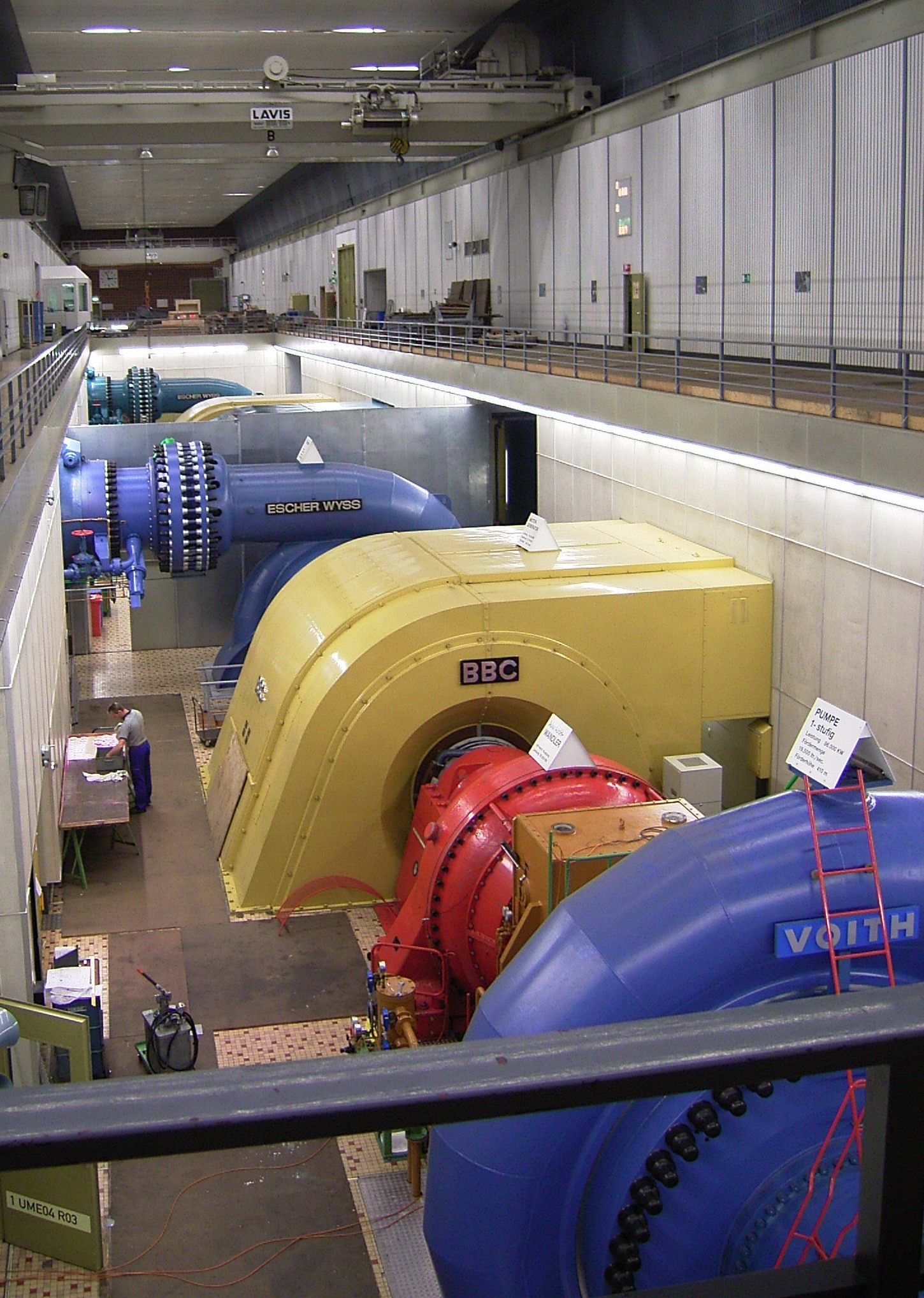
Kavernenkraftwerk Bad Säckingen der Schluchseewerk AG

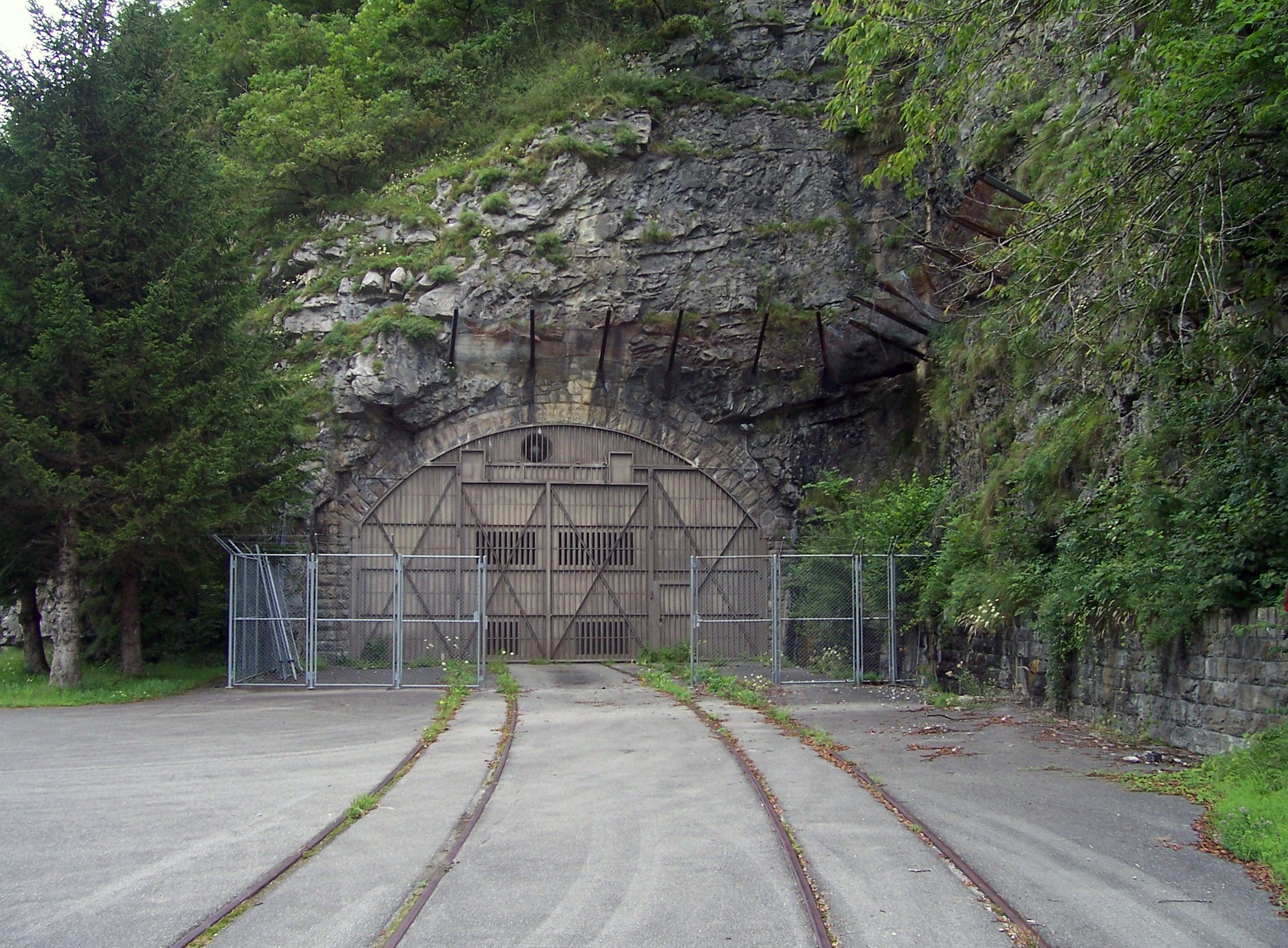
Eisenbahnkaverne in der Schweiz

Eine Kaverne (von lateinisch caverna ‚Höhle‘, ‚Hohlraum‘, zu cavus – ‚Vertiefung‘, ‚Höhlung‘) ist im weiteren Sinne ein größerer, natürlicher (dann gleichbedeutend mit Höhle) oder in geschlossener Bauweise („bergmännisch“) künstlich geschaffener unterirdischer Hohlraum. Im Untertagebau werden alle künstlich erstellten Hohlräume, die nicht als Stollen oder Schächte gelten, als Kavernen bezeichnet.
Der Bau von Kavernen ist ein Arbeitsgebiet des Bauingenieurwesens und verwendet Methoden des Tunnelbaus bzw. Ingenieurbaus.

## Anwendungsbeispiele
- Kavernenkraftwerke
- Speicher für Erdöl und -gas
- Speicherung überschüssiger Energie bei erneuerbaren Energien
- unterirdische Wasserbehälter, z. B. G-Cans
- sichere Unterbringung von militärisch-technischen Anlagen und Geräten
- unterirdische Parkhäuser
- Flugzeugkaverne
- Endlagerung von radioaktiven Stoffen oder Gefährlichen Abfällen

## Salzstock-Speicherkavernen
Im engeren Sinne werden als Kavernen auch alle aus einem Salzstock künstlich ausgespülten Hohlräume bezeichnet, in denen Erdöl oder Erdgas gelagert wird. In Deutschland gibt es etwa 250 solcher Kavernen, z. B. in der Nähe des wichtigsten Ölimporthafens Wilhelmshaven und im Salzstock Lesum in Bremen. Die dortigen Kavernen liegen in über 1000 m Tiefe und haben bei ca. 500 m Höhe ein Fassungsvermögen von je ca. 400.000 m³ (also grob einen Durchmesser von ca. 30 m). Sie dienen der Lagerung der im Erdölbevorratungsgesetz vorgeschriebenen Rohstoffreserve für Krisenzeiten, verwaltet vom Erdölbevorratungsverband. Sie sind Teil der Bundesrohölreserve, die 1970 von der deutschen Bundesregierung festgelegt wurde. Auch andere europäische Länder nutzen in zunehmendem Maße diese Kapazitäten. Diese Art der Energierohstoff-Lagerung dient auch dem Ausgleich zwischen konstanter Förderung einerseits und dem von der Außentemperatur, der Tageszeit und der Konjunktur stark abhängigen Verbrauch der Energierohstoffe andererseits.

### Erdölkavernen
Salzkavernen sind künstlich in Salzstöcken hergestellte Hohlräume. Sie werden mit Wasser ausgespült und können zur Erdölspeicherung genutzt werden. Die dabei entstehende Sole wird zum Teil in der chemischen Industrie verwendet. Bei Kavernen in Norddeutschland wird die Sole üblicherweise mit Wasser verdünnt und über Pipelines in die Nordsee geleitet. Beispielsweise wurde bei der Herstellung der Kavernen im Salzstock Etzel bei Wilhelmshaven die Sole an der Außenjade in das Gezeitenwasser gedrückt. In die Kavernen wird das Erdöl von oben eingefüllt und damit die Sole nach unten verdrängt und durch Rohre nach über Tage abgeleitet. Das Erdöl schwimmt auf der Sole; es verbindet sich weder mit der Sole noch mit dem umliegenden Steinsalz und spült den Salzstock auch nicht aus. Um das Öl wieder aus der Kaverne zu holen, wird diese mit Wasser befüllt, die das Öl nach oben herausdrückt, wobei das Volumen der Kaverne durch Nachsolung zunimmt.
Da das gespeicherte Öl nur sehr selten umgeschlagen wird, z. B. bei schwerwiegenden Versorgungsstörungen, ist die Volumenzunahme gering. Diese Speichermethode gilt bisher als sicher, ist jedoch nach einem Vorfall im Münsterland wieder stärker in der Diskussion.

### Erdgaskavernen
Kavernen werden auch zur Speicherung von Erdgas genutzt. Untertage-Erdgasspeicher dienen in der gaswirtschaftlichen Infrastruktur dazu, saisonale Bedarfsschwankungen auszugleichen. Sie bilden ein ausgleichendes Element zwischen dem nahezu kontinuierlichen Erdgasbezug aus den Produzentenländern und der saisonal stark schwankenden, bedarfsabhängigen Belieferung der Endverbraucher. Sie können zudem auch zur Überbrückung temporärer Liefereinschränkungen beitragen. Im Etzeler Salzstock werden bis 2020 zusätzlich zu den bestehenden 20 Gaskavernen bis zu 90 weitere entstehen. Sie dienen der Speicherung von Erdgas, das über zwei Pipelines aus Norwegen (Norpipe und Europipe), die Ostseepipeline aus Russland und das geplante Flüssigerdgasterminal in Wilhelmshaven nach Deutschland importiert wird. Das Aussolen einer Kaverne dauert etwa zweieinhalb Jahre, die Befüllung mit Erdgas ein halbes Jahr.
Bei der Befüllung der Kavernen wird das Erdgas nach Eintritt in die Speicherstation zunächst von Staub oder Kleinstteilchen gereinigt. Es passiert dann eine Messanlage, die die Qualität des Gases überprüft. Über Rohrleitungssysteme auf der Station gelangt es zu den Verdichterhallen, wo elektrisch betriebene Verdichter mit einer Leistung von ca. 54 MW den Druck des Erdgases bei Bedarf erhöhen. Ob die Verdichterleistung eingesetzt wird, ist abhängig von dem Druckunterschied zwischen Kaverne und Fernleitung. Die Verdichter können einen Druck von bis zu 200 bar erzeugen. Das durch die Verdichtung erhitzte Gas muss vor der Einspeicherung in die Kaverne auf eine Temperatur von 30 bis 40 Grad Celsius heruntergekühlt werden. Hat es die vorgesehene Temperatur erreicht, wird es in die Erdgaskaverne geleitet. Bei der Ausspeicherung wird das Erdgas zunächst getrocknet, da es in der Kaverne Feuchtigkeit aufnimmt. Zudem muss vor der Einspeisung in die Fernleitung der Druck angepasst werden.

### Energiespeicherung bei erneuerbaren Energien
Neben fossilen Energieträgern wie Erdöl und Erdgas, können Kavernen künftig auch eingesetzt werden, um Energie aus Wind- und Sonnenkraft zu speichern. Auch bei diesen dient die Kavernenspeicherung dazu, Unterschiede zwischen Förderung auf der einen Seite und Bedarf auf der anderen Seite auszugleichen. Überschüssige Elektrizität, beispielsweise aus Windkraftanlagen, wird durch die Umwandlung in Speichermedien wie Wasserstoff oder Biomethan in Kavernen gespeichert werden. Die Untergrundspeicher sind für den Fluktuationsausgleich und als Langzeitspeicher mit Kapazitäten von mehreren Terawattstunden geeignet, um größere Mengen regelmäßig eingespeister Energie aufzunehmen und bedarfsgerecht wieder abzugeben.

## Geologische Interpretation von Salzstock-Speicherkavernen
Die möglichst exakte Kenntnis der geologischen Situation entlang jeder Kavernenbohrung und dem angrenzenden Gebirge ist eine Grundvoraussetzung für die Planung, die soltechnische Herstellung und den sicheren Betrieb von Kavernen zur Gas- und Ölspeicherung. Um das geologische Risiko der Bohrung bei Salzstock-Speicherkavernen zu minimieren, werden im Vorfeld 3D-Modelle des Salzstocks (Diapir) erstellt. Die Hauptaufgabe der geologischen Bearbeitung besteht darin, den internen Aufbau des Salzkörpers, d. h. den räumlichen Verlauf unterschiedlicher Salzeinheiten, zu verstehen, um gezielt die Bereiche zu erschließen, in denen das für den Kavernenbau besonders gut geeignete Steinsalz in möglichst reiner Form ansteht.
Zur geologischen Interpretation stehen zum einen Informationen zur Verfügung, die während der Bohrphase erhoben werden, zum anderen werden der anschließende Solprozess und die Volumenentwicklung des Hohlraums dazu genutzt, die anfängliche geologische Modellvorstellung regelmäßig zu überprüfen. Zu den Daten, die während der Bohrphase erhoben werden, gehören:
- das Bohrklein, das teufenbezogen aufbereitet und geologisch eingeordnet wird
- die Bohrkerne, die aus unterschiedlichen Teufen entnommen werden und einen direkten Beleg für die Beschaffenheit des Gebirges und den Charakter vorhandener geologischer Strukturen liefern
- der Bromidgehalt entlang der Salzstrecke, der eine genaue statigraphische Einordnung der erbohrten Salze erlaubt
- Ergebnisse von unterschiedlichen geophysikalischen Bohrlochmessungen, die Aufschluss über Bedingungen entlang der Bohrlochwand geben.

Die Datendichte erlaubt es, die tatsächlichen Verhältnisse im Bohrloch auf dem Computer sehr genau zu erfassen und somit sehr kurzfristig potentielle Risiken zu erkennen und mit geeigneten Maßnahmen zu reagieren. Insgesamt ermöglichen diese neuen Interpretationsansätze eine Optimierung des Nutzungskonzeptes für die Anlage neuer Kavernenfelder. Die Technik wird beispielsweise bei neuen Bohrungen im Kavernenfeld Etzel eingesetzt. Hier wurden für den Aufbau des 3D-Modells des Salzstocks Bohrkerne und geophysikalische Logs der ersten Bohrkampagnen in den 1970er bis 1990er Jahren untersucht, die nun zur Risikominimierung bei neuen Bohrungen eingesetzt werden können.

## Zwischenfälle
Gasaustritte an den Ethylenkavernen in Teutschenthal
Am 28. März 1988 kam es zu einem Druckabfall in der Kaverne und einer erheblichen Rissbildung auf der Erdoberfläche in Teutschenthal in der damaligen DDR. Es traten große Mengen Ethylen aus, die sich nach einigen Stunden verflüchtigt haben.
Bayou Corne Erdsenkung
Am 3. August 2012 kam es im Assumption Parish im US-Bundesstaat Louisiana zu einer anfangs ca. ein Hektar großen Oberflächensenkung infolge eines Kaverneneinbruchs in einer zur Öl- und Gaslagerung genutzten Salzkaverne in 1000 m Tiefe.
Die Fläche der Senkung hatte sich bis Juni 2014 auf 10 Hektar ausgedehnt, aus der Kaverne entweichendes Gas wird von Texas Brine, der Betreibergesellschaft der Speicherkaverne, soweit möglich kontrolliert abgefackelt, bis Februar 2014 geschätzte 700.000 m³. Es entweicht auch gelagertes Rohöl. Aus dem umliegenden Gebiet wurden 350 Anwohner evakuiert.
Ölunfall in Ostfriesland 2013
Am 17. November 2013 führte ein Leck an einer oberirdischen Verteileranlage der Kavernenanlage Etzel zum Austritt von 40 m³ Rohöl.
Leck der Kavernenanlage Amtsvenn/Gronau-Epe
Das Kavernenfeld Gronau-Epe ist einer der größten Gaskavernenspeicher der Welt und umfasst einige Ölspeicherkavernen. Ab dem 12. April 2014 trat an verschiedenen Stellen Öl auf Äckern aus. Mit Drucktests und einer Videokamera wurde festgestellt, dass an der Kaverne S5 eine Rohrleitung in 217 Meter Tiefe undicht war.  Die Menge des ausgetretenen Öls wurde auf 53.000 Liter geschätzt. Vereinzelt mussten Tiere notgeschlachtet werden, da sie ölhaltiges Wasser getrunken hatten.